# マーラー体積
凸体の幾何学(convex geometry)では、中心対称(central symmetry)な凸体(convex body)のマーラー体積(Mahler volume)とは、凸体に付随する無次元量で、線型変換の下に不変な量をいう。この名称はドイツ-イギリスの数学者クルト・マーラー(Kurt Mahler)にちなんでいる。最も大きなマーラー体積を持つ形は球や楕円体であることは知られていて、現在では、ブラシュケ・サンタローの不等式(Blaschke–Santaló inequality)となっている。未解決なマーラー予想(Mahler conjecture)とは、最小なマーラー体積は超立方体によって得られるのではないかという予想である。

## 定義
ユークリッド空間の中の凸体は、内部が空でないコンパクトな凸集合として定義される。B がn-次元ユークリッド空間の中の中心対称な凸体であれば、偏極体(polar body) Bo は、同じ空間の中でもうひとつの中心対称体となり、次の集合として定義される。
{\displaystyle \left\{x\mid x\cdot y\leq 1{\text{ for all }}y\in B\right\}.}
B のマーラー体積は、B の体積と Bo の体積の積である。
T が線型変換であれば、{\displaystyle (TB)^{\circ }=(T^{-1})^{\ast }B^{\circ }}である。従って、T によって B の体積は {\displaystyle \det T} 倍変化し、Bo の体積は {\displaystyle \det(T^{-1})^{\ast }} 倍変化するので、B のマーラー測度全体は線型変換により保存される。

## 例
n 次元の単位球の偏極体は、それ自体もう一つの単位球となっているので、そのマーラー測度はちょうど単位球の体積の二乗である． 
{\displaystyle {\frac {\Gamma (3/2)^{2n}4^{n}}{\Gamma ({\frac {n}{2}}+1)^{2}}}.}
ここに Γ はガンマ函数を表す。アフィン変換不変性により、任意の楕円体は同じマーラー測度を持っている。
多面体やポリトープの偏極体は、その双対多面体や双対ポリトープである。特に、立方体や超立方体の偏極体は、正八面体やクロスポリトープ(cross polytope)である。それらのマーラー測度は次のように計算することができる。
{\displaystyle {\frac {4^{n}}{\Gamma (n+1)}}.}
球のマーラー測度は、およそ {\displaystyle \left({\tfrac {\pi }{2}}\right)^{n}} 倍、超立方体のマーラー測度よりも大きい。

## 極端な形
ブラシュケ・サンタローの不等式は、最大のマーラー体積を持った形は球と楕円体であるということを言っている．この結果は 3次元の場合には、ウィルヘルム・ブラシュケ(Wilhelm Blaschke)により証明され、一般の結果は、かなり後に、ルイス・サンタロー(Luis Santaló)により証明された。証明の方法は、シュタイナー対称化(Steiner symmetrization)として知られているテクニックを使うもので、任意の中心対称性をもつ凸体はマーラー体積を減少させることなく、より球体に近い凸体に置き換えることができるという方法である。
知られている中で最小のマーラー体積を持つ形は、超立方体やクロスポリトープ(cross polytope)、より一般的には、これらの 2つのタイプの形を含むハナーポリトープ(Hanner polytope)、そしてそれらのアフィン変換である。マーラー予想(Mahler conjecture)は、これらの形のマーラー体積が n 次元の対称凸体の中では最小のマーラー体積になるのではないかという予想で、未解決な予想となっている。テレンス・タオは次のように書いている。
| 「 | The main reason why this conjecture is so difficult is that unlike the upper bound, in which there is essentially only one extremiser up to affine transformations (namely the ball), there are many distinct extremisers for the lower bound - not only the cube and the octahedron, but also products of cubes and octahedra, polar bodies of products of cubes and octahedra, products of polar bodies of… well, you get the idea. It is really difficult to conceive of any sort of flow or optimisation procedure which would converge to exactly these bodies and no others; a radically different type of argument might be needed. | 」 |

Bourgain & Milman (1987)は、マーラー体積は超立方体の体積のスケーリングの振る舞いと合致するがより小さなある絶対的な定数 c > 0 に対して cn 掛ける球面の体積によって下からおさえられることを証明した。このタイプの結果は逆サンタロー不等式(reverse Santaló inequality)として知られている。